# راصفة أسفلت

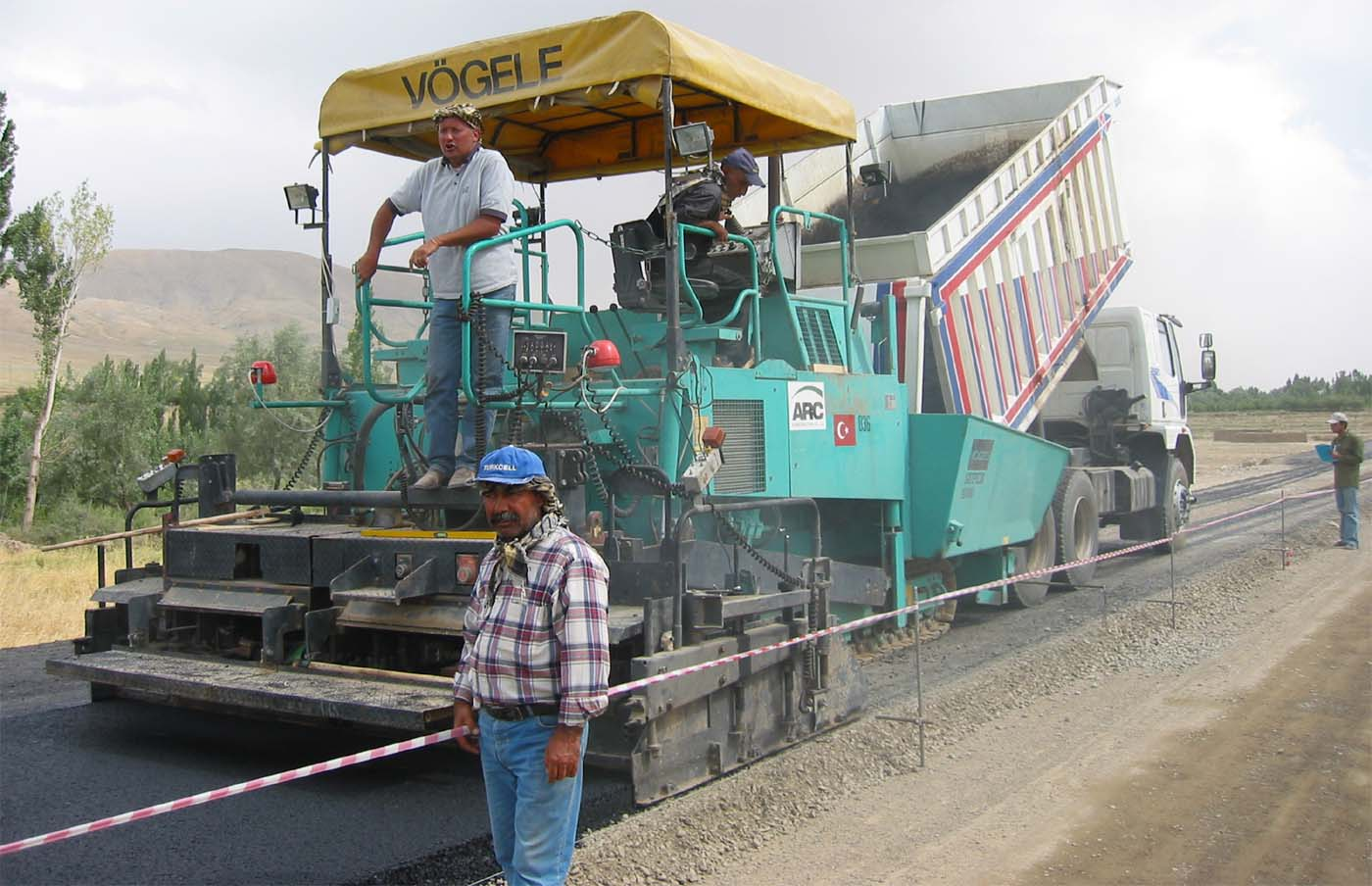
راصفة أسفلت

راصفة أسفلت أو مدادة أسفلت (بالإنجليزية: paver, paver finisher, asphalt finisher, paving machine)‏ هي أحد الآليات الهندسية الثقيلة ذاتية الحركة وتستخدم في فرش طبقة من المجبول الأسفلتي على سطح الطريق بسماكة وعرض محدد مع رج ورص السطح المفروش باستخدام البلاطة المسخنة بالكهرباء أو الغاز أو المازوت، قبل أن تقوم المداحل برص ودمك هذه الطبقة. وتصنف في نوعين مدادات مجنزرة ومدادات دولاب وكل منها يقسم إلى عدة أنواع حسب عرض المد الأقصى.

## أجزاء مدادة الأسفلت
تتكون راصفة الأسفلت من خمسة أجزاء رئيسية وهي:
1. الحوض: يوضع فيه المجبول الأسفلتي
2. سلسلة نقل: ينقل المجبول الأسفلتي من الحوض إلى حلزونات التوزيع
3. بلاطة معدنية: ذات وزن عالي وسطح سفلي صقيل ومستوي وتضم بداخلها سخانات
4. غرفة المحرك
5. غرفة القيادة

## معرض صور

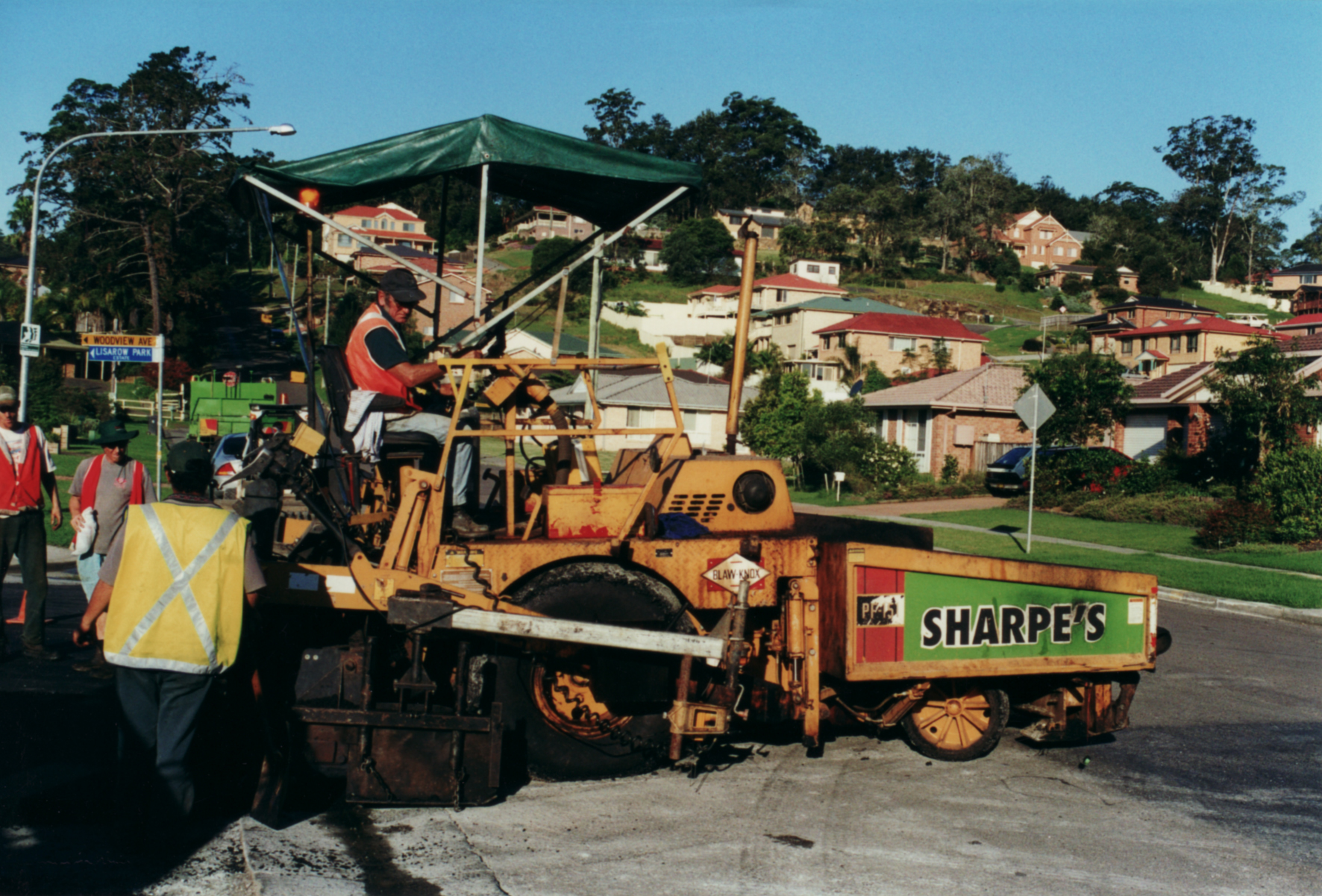
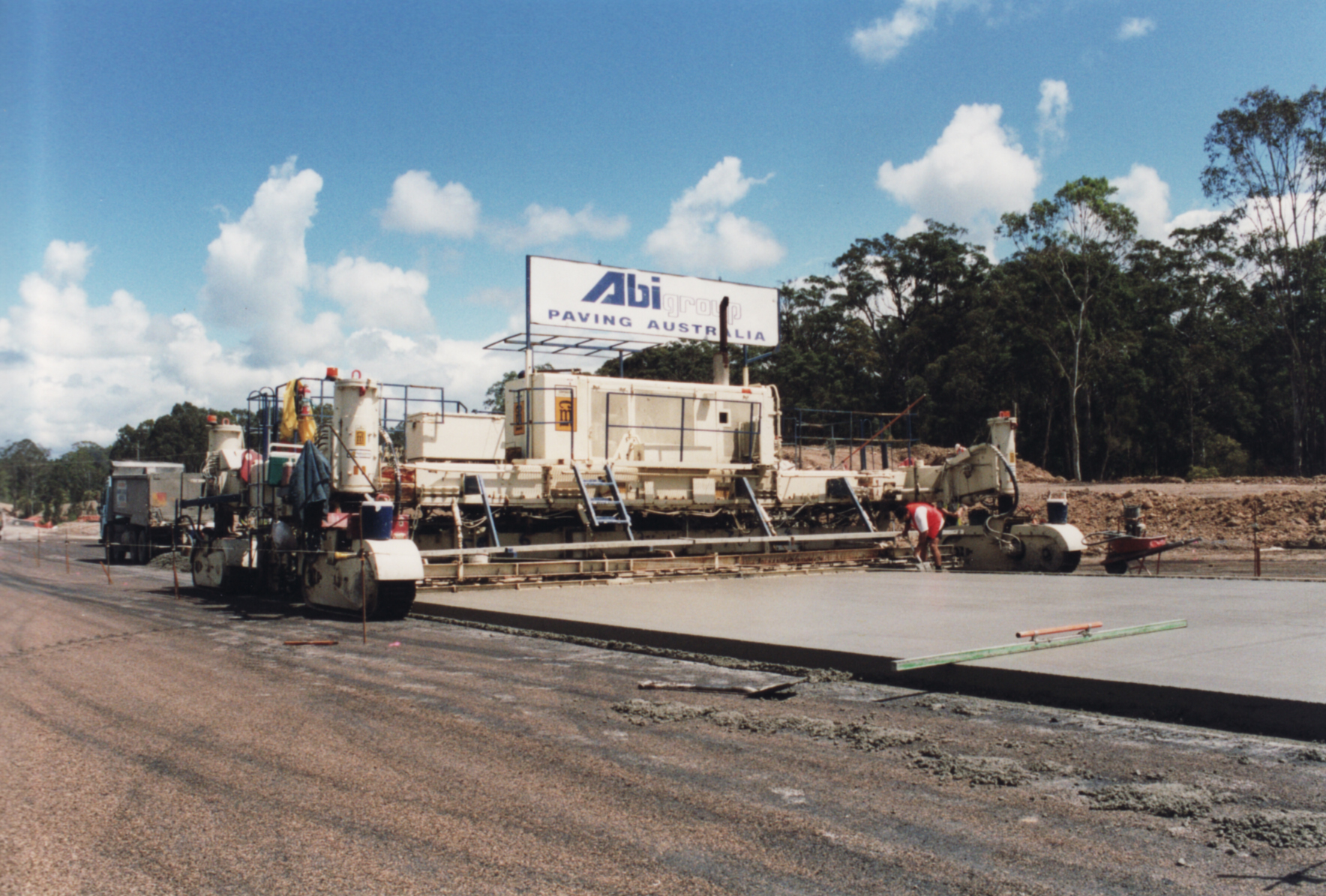
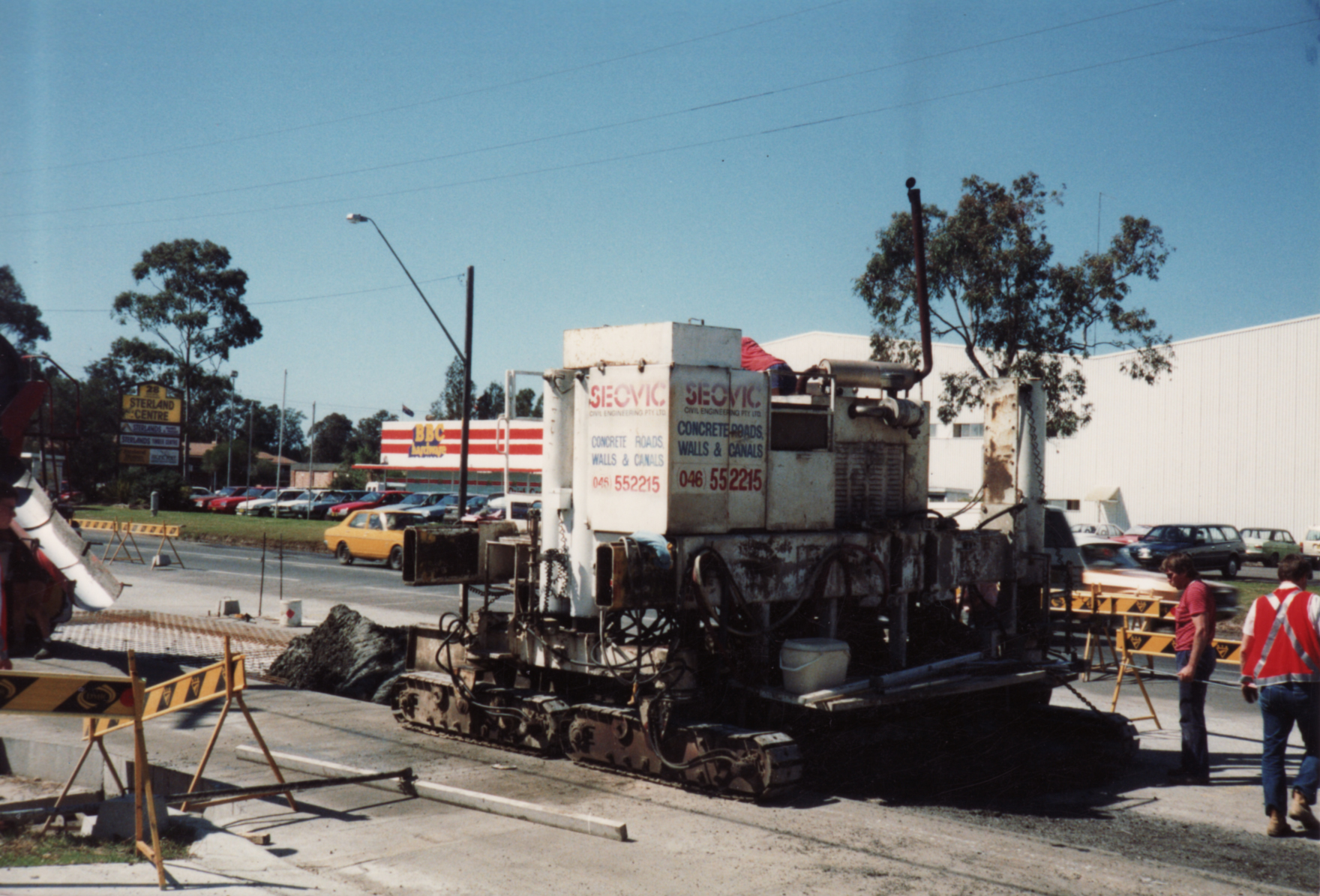
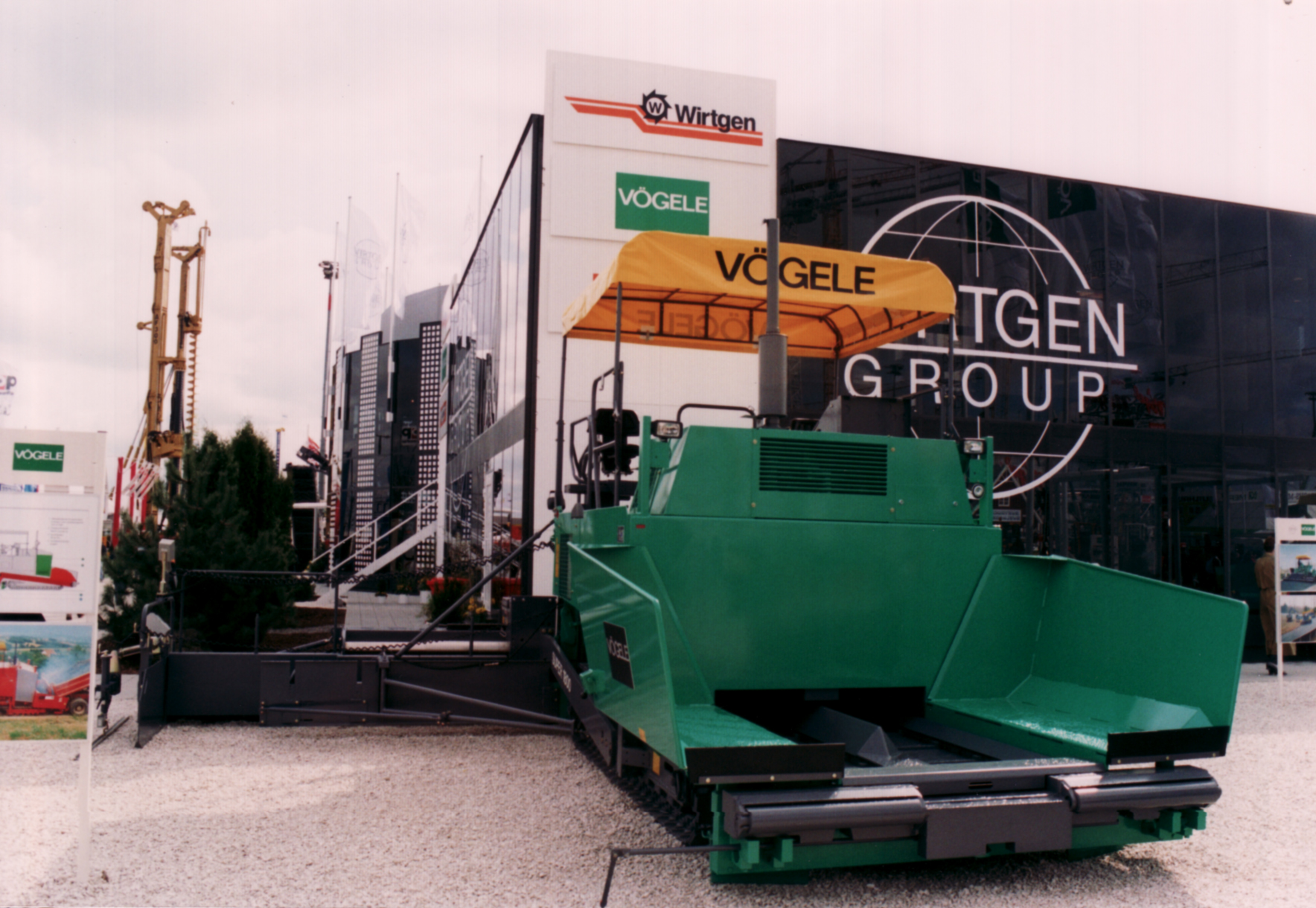
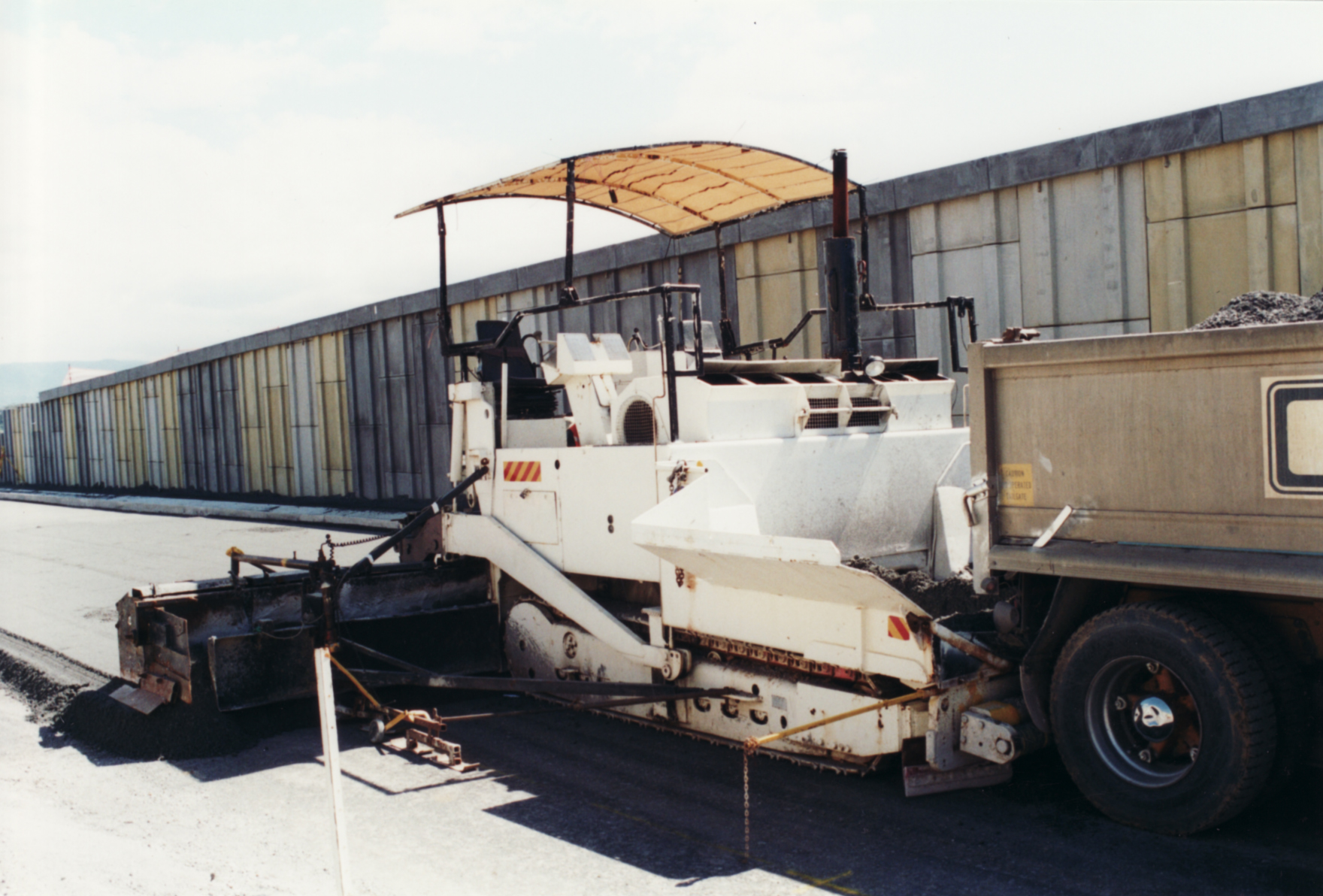